# Juncus microcephalus
Juncus microcephalus är en tågväxtart som beskrevs av Alexander von Humboldt. Juncus microcephalus ingår i släktet tåg, och familjen tågväxter. Inga underarter finns listade i Catalogue of Life.